# 巨集
巨集（英語：Macro），是一種批量處理的稱謂。
计算机科学裡的宏是一种抽象（Abstraction），它根据一系列预定义的规则替换一定的文本模式。解释器或编译器在遇到宏时会自动进行这一模式替换。对于编译语言，宏展开在编译时发生，进行宏展开的工具常被称为宏展开器。宏这一术语也常常被用于许多类似的环境中，它们是源自宏展开的概念，这包括键盘宏和宏语言。绝大多数情况下，“宏”这个词的使用暗示着将小命令或动作转化为一系列指令。
宏的用途在于自动化频繁使用的序列或者是获得一种更强大的抽象能力。
计算机语言如C语言或汇编语言有简单的宏系统，由编译器或汇编器的预处理器实现。
C语言的宏预处理器的工作只是进行简单的文本搜索和替换，使用附加的文本处理语言如M4，C程序员可以获得更精巧的宏。
Lisp类语言如Common Lisp和Scheme有更精巧的宏系统：宏的行为如同是函数对自身程序文本的变形，并且可以应用全部语言来表达这种变形。一个C宏可以定义一段语法的替换，然而一个Lisp的宏却可以控制一节代码的计算。
获得了控制代码的执行顺序（见惰性计算和非限制函数）的能力，使得新创建的语法结构与语言内建的语法结构不可区分。例如，一种Lisp方言有cond而没有if，就可以使用宏由前者定义后者。Lisp语法的去部主要扩展，比如面向对象的CLOS系统，可以由宏来定义。
MacroML有型别语法宏，一种有效的理解方式是把这种语法宏看作是多阶段计算。

## 巨集编程
在用一种不熟悉的宏语言进行宏编程时，可以这样做，首先记录下用户想要宏完成什么，然后打开宏文件并尝试理解命令结构如何工作。也可以修改命令以调整宏。一些宏语言，比如Great Plains会计软件的Dexterity运行时引擎，不能从其它数据源（如由逗号分隔的文本文件）导入数据。这一限制可以通过用更强大的编程语言，如来创建一个计算机程序在此弱编程语言裡生成一个特别的宏来解决。例如，可以对Microsoft Excel宏编程从扩展样式表或文本文件中读取数据并创建Great Plains .mac文件，这一文件被用于将特定的数据导入Great Plains.需要针对每一个新的数据集合生成新的.mac文件。

## 巨集应用
应用程序也可以使用一种和宏类似机理的系统来允许用户将一系列（一般是最常使用到的操作）自定义为一个步骤。也就是用户执行一系列操作，并且让应用程序来“记住”这些操作以及顺序。更高级的用户可以通过内建的宏编程来直接使用那些应用程序的功能。
当使用一种不熟悉的宏语言来编程时，比较有效的方法就是记录一连串用户希望得到的操作，然后通过阅读应用程序记录下来的宏文件来理解宏命令的结构组成。

## 键盘巨集
键盘宏和编辑器宏分别在图形用户界面和文字编辑器中被交互式地使用。使用它们可以用简短的击键代替冗长的命令序列，并为重复性任务提供了一个简单的自动化形式，但2009年已经有所改变。
程序员的文本编辑器Emacs（“编辑宏”[Editing MACroS]的简称）是沿用这一思想的产物。事实上，大多数编辑器是由宏组成的。Emacs最初被设计为编辑语言TECO的宏集，后被移植为Lisp的一种方言Emacs Lisp。Vim也允许用户录制和播放简单的键盘宏。

## 巨集语言
巨集语言是一类编程语言，其全部或多数计算是由扩展宏完成的。宏语言并未在通用编程中广泛使用，但在文本处理程序中应用普遍。例如，
- C预处理器
- Internet Macros（iOpus）
- M4（如前所述，源于AT&T，捆绑于Unix）
- Java

## 微软Word和巨集病毒
，是Microsoft Office裡的一种编程语言。但由上面的定义，它完全不是一种宏语言。然而，它的功能已经从中发展并最终替代了用户应用程序的宏思想，所以它被广泛地错误地称为是一种宏语言。
VBA可以访问许多操作系统函数并支持文档打开时自动执行宏。这使得用这种语言写计算机病毒成为可能。1990年代中后期，宏病毒成为了最流行的计算机病毒类型之一。其它的包括宏语言的项目，如OpenOffice.org，故意从其宏语言中排除了一些功能（如：自动执行）以避免破坏程序。然而，这一特性在很多事务中受到欢迎。